# Мятеж (телесериал)
«Мятеж» — российский художественный многосерийный цветной телевизионный фильм режиссёра Сергея Пикалова. На телеканале «Дом Кино Премиум» демонстрировался 18 мая 2020 года. Состоит из одного сезона в восьми сериях. Действие телесериала происходит с 1914 по 1921 годы. В основе сюжета — судьба Лизы Журавлёвой (Любовь Аксёнова), которую Чрезвычайная комиссия обвиняет в организации Ярославского восстания 1918 года.

## Сюжет
«Мятеж» — историческая драма о Ярославском восстании, происшедшем в 1918 году.
В 1921 году героиню картины Лизу Журавлёву (Любовь Аксёнова) арестовывают чекисты и обвиняют в организации восстания в Ярославле. Следователь Воронов (Иван Добронравов) использует материнскую любовь к маленькому Ивану (Артемий Падалка), чтобы добиться раскаяния и признания Лизы, которая и поведала всю правду. Она повествует историю своей любви в период эпохальных событий Первой мировой и Гражданской войны в России.

## Съёмки телесериала
Съёмки фильма проходили в 2016 году в городах Москве, Костроме, Ярославле. Некоторые эпизоды снимались в музеях.
Общий хронометраж серий составляет 5 часов 52 минуты — 352 минуты. Каждая серия рассчитана на 44 минуты.

## В главных ролях
| Актёр            | Роль                                      |
| ---------------- | ----------------------------------------- |
| Любовь Аксёнова  | Елизавета Павловна Крушевская (Журавлёва) |
| Юрий Чурсин      | Николай Фёдорович Крушевский              |
| Алексей Бардуков | Владимир Сычёв                            |

### В ролях
| Актёр               | Роль                                 |
| ------------------- | ------------------------------------ |
| Сергей Шакуров      | князь Фёдор Станиславович Крушевский |
| Сергей Никоненко    | Павел Васильевич Журавлёв            |
| Наталья Карпунина   | Мария Журавлёва                      |
| Александр Вдовин    | Пётр                                 |
| Василий Симонов     | Арсеньев                             |
| Павел Табаков       | Михаил Павлович Журавлёв             |
| Евгений Харитонов   | Александр Петрович Перхуров          |
| Анатолий Завьялов   | Родин                                |
| Александр Давыдов   | Семён Михайлович Нахимсон            |
| Иван Добронравов    | Воронов, следователь ВЧК             |
| Александр Цереня    | Пётр Дунаев                          |
| Мария Машкова       | Екатерина Михайловна Милева          |
| Екатерина Сеничкина | Пилигримова                          |
| Артемий Падалка     | Ваня                                 |
| Людмила Полякова    | Прасковья Степановна                 |
| Николай Козак       | Анатолий Ильич Геккель               |

## Съёмочная группа
- Автор сценария: Дмитрий Терехов, Алексей Бородачёв, Михаил Кабанов.
- Режиссёр: Сергей Пикалов.
- Оператор-постановщик: Карен Манасерян.
- Художник-постановщик: Александр Миронов.
- Композиторы: Артём Федотов, Михаил Морсков
- Художник по костюмам: Анастасия Образцова.
- Художник по гриму: Екатерина Шахворостова.
- Кастинг-директор: Наталья Красильникова.
- Второй оператор: Иван Еловых.